# Hiroshi Kanai
Hiroshi Kanai (24 de mayo de 1973) es un deportista japonés que compitió en taekwondo. Ganó una medalla de bronce en los Juegos Asiáticos de 1998, y una medalla de bronce en el Campeonato Asiático de Taekwondo de 1996.

## Palmarés internacional
| Juegos Asiáticos    | Juegos Asiáticos      | Juegos Asiáticos  | Juegos Asiáticos |
| Año                 | Lugar                 | Medalla           | Categoría        |
| ------------------- | --------------------- | ----------------- | ---------------- |
| 1998                | Bangkok (Tailandia)   | Medalla de bronce | –70 kg           |
| Campeonato Asiático |                       |                   |                  |
| Año                 | Lugar                 | Medalla           | Categoría        |
| 1996                | Melbourne (Australia) | Medalla de bronce | –70 kg           |